# Видомирић
Видомирић (алб. Vidomiriq) је насеље у општини Косовска Митровица, Косово и Метохија, Република Србија.

## Географија
Видомирић је на источном присоју Видовског Брда, с кућама које су између брда Коризе и Забела, управо око извора Бунаре-Сокак. Од извора постаје поток Старадак. Њиве су по странама брда, а баште поред потока са воћкама разноврсних јабука. Њиве су на местима која се називају Блатка, Крчевина, Дугачка Њива, Филдан, Плугишта, Ара ми Шпат, Ара Тахирит и Ара те Њама. Утрине и испаше су код чесме у потоку Сарадаку, по Осоју, Присоју и по Видову Брду.

## Историја
На Ворет е Шкиеве (Српском Гробљу) било је старо гробље, а садашње муслиманско је између Кориза (Гребена) и Забела. Око 1316. године забележено је село „Видомирике“ с међама на Меденом Потоку и Голом Брду. Оно је забележено у турски пописни списак села као „Видомир“ у жупи Звечану, па је записано и 1711. године.

## Порекло становништва по родовима
По предању данашње село заселио је предак Асан, који је умро око 1850. и први сахрањен у данашњем гробљу. Асан је био од племена Друштинаца из северне Арбаније, а овамо је прешао из бањског села Дољана. Он је имао два сина, Ахмета и Тахира, од којих су:
- Ахметовићи, 13 кућа.
- Тахировићи, 12 кућа, сви поисламљени католици.

Садашње породице се не презивају по прецима, него по очевима како је то захтевала турска администрација, па се и сада тако примењује.

## Демографија
| Година       | 1948 | 1953 | 1961 | 1971 | 1981 | 1991 | 2011 |
| ------------ | ---- | ---- | ---- | ---- | ---- | ---- | ---- |
| Становништво | 187  | 215  | 227  | 305  | 272  | 333  | 195  |

|  |